# Пастух Тарас Васильович
Тарас Васильович Пастух (нар. 5 листопада 1971, Ворошиловград, нині Луганськ) — український літературознавець, критик. Доктор філологічних наук (2011). Онук Богдана Пастуха.

## Життєпис
1993 року закінчив Львівський державний університет імені Івана Франка. Нині працює в альма-матер: науковий співробітник Інституту франкознавства (від 1996); доцент (2014), професор (2022) кафедри української літератури; а також — завідувач відділу української літератури Інституту українознавства імені І. Крип'якевича НАН України (від 2018).

## Доробок
Автор наукових та літературно-критичних публікацій. Коло інтересів — українська модерна поезія, сучасна українська література та франкознавство.
Монографії:
- «Романи Івана Франка» (1998);
- «Роман „Місто“ Валер'яна Підмогильного. Проблеми урбанізму та психологізму» (1999);
- «Київська школа поетів та її оточення (модерні стильові течії української поезії 1960—90-х років)» (2010);
- «Мости Олега Лишеги» (2019);
- «Стратегії мемуарної та мандрівної літератур західноукраїнських письменників другої половини ХІХ — першої половини ХХ століття» (2020, співавтор).

Уклав літературно-художні видання, серед яких твори Олега Лишеги: «Старе золото: есеї» (2015), «Розлоге дерево: поезії» (2020), «Високі жовті квіти: проза» (2021).

## Нагороди
- стипендіат програми Фулбрайта (м. Тампа, США, 2008—2009);
- премія імені Михайла Возняка (2011);
- премія імені Олександра Білецького (2014).